# Faimbe
Faimbe är en kommun i departementet Doubs i regionen Bourgogne-Franche-Comté i östra Frankrike. Kommunen ligger i kantonen L'Isle-sur-le-Doubs som tillhör arrondissementet Montbéliard. År 2022 hade Faimbe 100 invånare.

## Befolkningsutveckling
Antalet invånare i kommunen Faimbe
Referens:INSEE